# Sokos-huset
Sokos-huset är en byggnad mellan Mannerheimvägen, Postgatan, Stationsplatsen och Brunnsgatan i Helsingfors. Huset ritades av Erkki Huttunen och stod färdigt 1952. 
I huset på Mannerheimvägen 9 invigdes samma år det första av Sokos-varuhusen, som också är det största av kedjans varuhus, med en yta på 15 000 m². Till en början drevs där specialbutiker av HOK och en Varuboden-skobutik. 
I mitten av 1990-talet genomgick varuhuset en tvåårig renovering. Varuhuset öppnades igen 1996, och i det sammanhanget ändrades namnet från City-Sokos tillbaka till bara Sokos. 
Varuhuset Sokos finns på de fem nedersta våningarna. I samma byggnad, på våningarna 6–10, finns Hotell Vaakuna, som drivs av Sokos Hotels och som också invigdes 1952.

## Bildgalleri

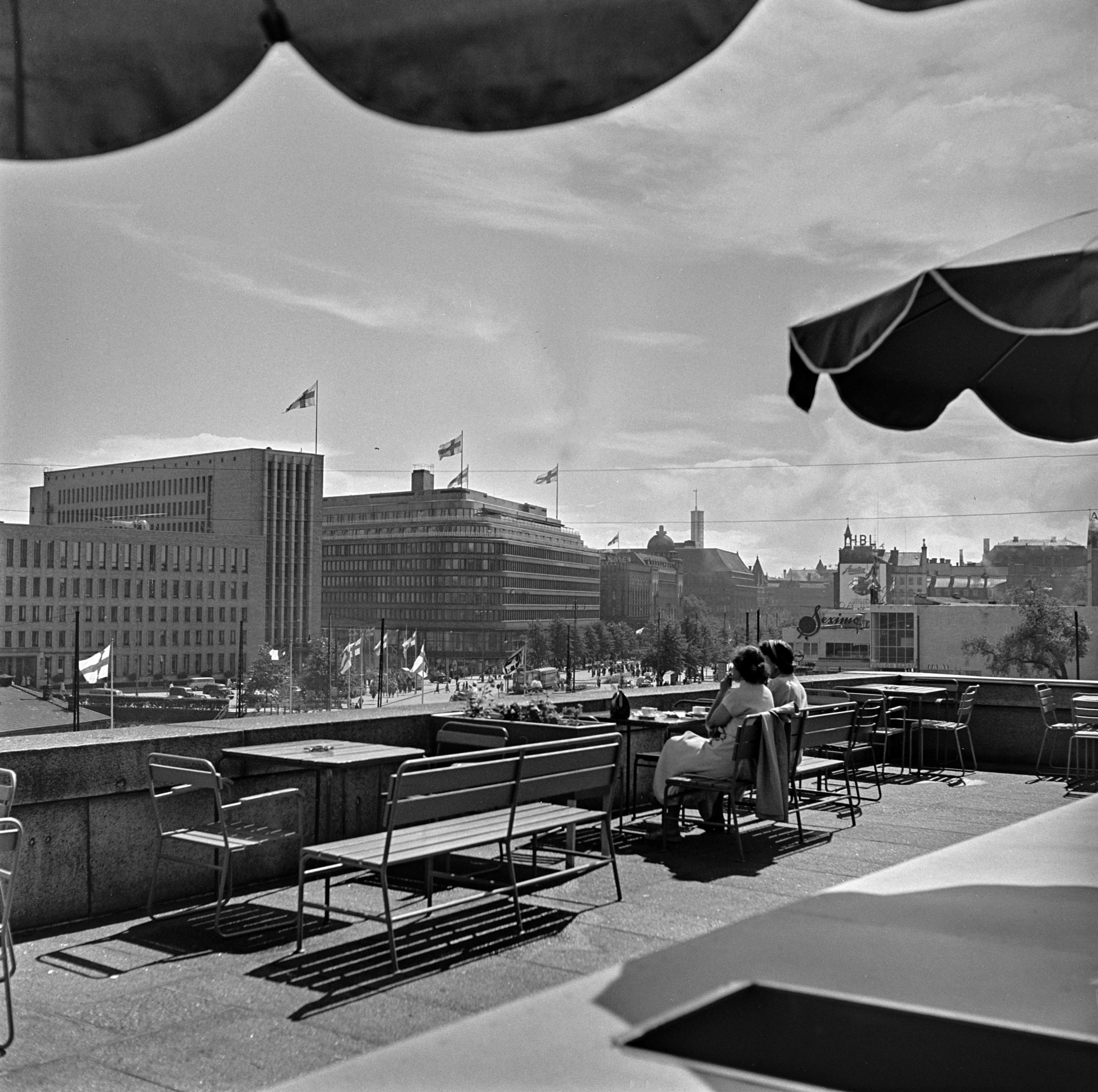
Vy från Riksdagshusets takterrass mot Mannerheimvägen och Sokos, juli 1952
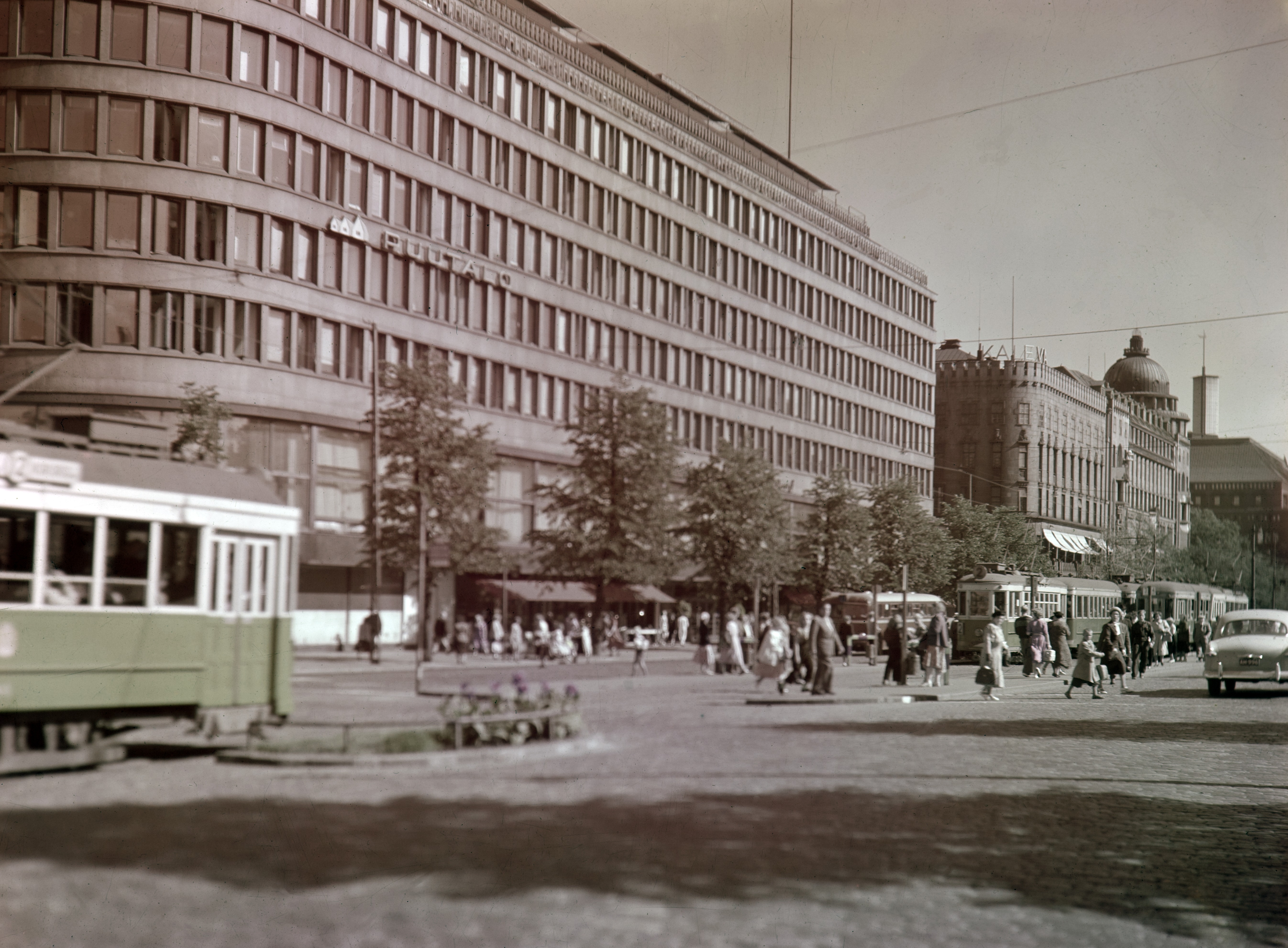
Fasaden mot Mannerheimvägen, 1950-talet
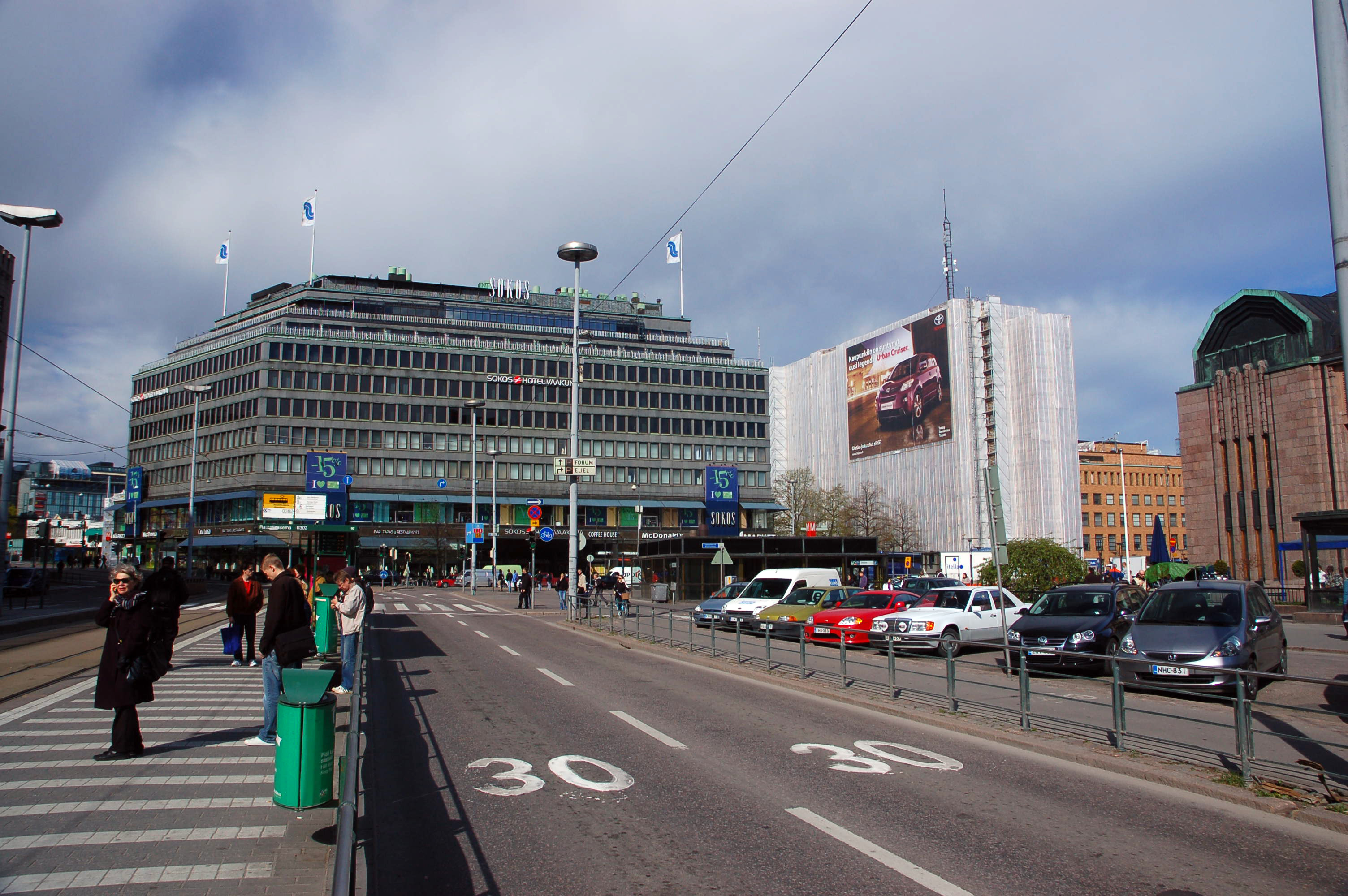
Fasaden mot Stationsplatsen